# Nasumična svirka
Nasumična svirka (eng. random play) je način reprodukcije glazbenog zapisa u kojem poredak izvođenja ne određuje odjednom za sve, nego nakon svake odsvirane skladbe nova se skladba određuje sasvim nasumice pa se može dogoditi ponavljanje ili predugo čekanje na istu skladbu. Kod ove se vrste reprodukcije može dogoditi ponavljanje iste skladbe dvaput uzastopno, u prevelikom ili premalom razmaku. Mogućnost je napravljena za softvere CD playera, digitalnih reproduktora zvuka (eng. digital audio player; obično MP3 player ili MP4 player) medijskog playera. Razlikuje se razlikuje od promiješane svirke (eng. shuffled play) kod koje se se skladbe izvodi nasumičnim redom koji važi za sve skladbe iz skupa odjednom, odnosno poredak se odredi odjednom za sve skladbe s nosača zvuka ili zadanog direktorija s glazbenim datotekama i ista skladba ne dolazi opet na red dok se ne izredaju sve ostale iz skupa. 